# رو² بره
رو² بره یک ستاره است که در صورت فلکی برج حمل قرار دارد.